# Mark Kelly's Marathon
Mark Kelly's Marathon is het naamloze debuutalbum van Mark Kelly's Marathon, een muziekgroep rondom Mark Kelly van Marillion.

## Inleiding
Alle leden van Marillion gaven gedurende de geschiedenis van die band solo-albums uit, behalve Mark Kelly. Als laatste lid van de band kwam hij dan in 2020 met zijn soloalbum. Kelley gaf in IO Pages aan dat hij er al sinds 1981 mee bezig was, maar het kwam er niet van door werkzaamheden met die band en zijn gezin. In de tweede helft van de jaren tien van de 21e eeuw vroeg tekstschrijver Guy Vickers aan Mark Kelly hoe het er voorstond met zijn soloaspiraties; Kelly antwoordde, dat hij die slechts in beperkte mate had. Er werd wat heen en weer gecorrespondeerd, totdat de wereld in eind 2019 stil kwam te staan door de coronapandemie. Er was ineens tijd over omdat er geen optredens mochten plaatsvinden en samen in een geluidsstudio was er ook niet bij. Kelly en Vickers pakten het toen op. Via Zoom werden musici ingeschakeld waaronder Kelly’s neef Conal Kelly en Henry Rogers, drummer bij DeeExpus, Touchstone en Heather Findlay. Vervolgens werden bestanden heen en weer gezonden, waarbij ieder zijn eigen inbreng in zijn eigen studio kon opnemen en terugsturen (Pro Tools) naar Kelly. Kelly constateerde daarbij dat het niet in zijn aard lag strikt leiding te geven. In juli 2020 was het album zo goed als klaar. Toen kwam pas de gelegenheid om bij elkaar te komen, plaats van handeling was de Real World Studio van Peter Gabriel. Na enig repeteren, werd een liveopname in de studio gepleegd (als dvd bij de luxe uitvoering van het album).
Kelly gaf aan dat blad ook toe dat de muziek op het album best bij een conceptalbum had gepast, maar dat het album zelf geen conceptalbum is. Het hoesontwerp is van Alex Kelly en Carl Glover.
De band- en plaatnaam verwijst naar de Marathon. Kelly is amateurhardloper en het was een langdurig karwei om het album te maken. Alhoewel Kelly aangaf dat er sprake zou zijn van een band, werd het na het album direct stil rond Marathon.

## Musici
- John Gordy – gitaar
- Conal Kelly – basgitaar, elektrisch en akoestische gitaar, achtergrondzang
- Mark Kelly – toetsinstrumenten
- Henry Rogers – drumstel
- Oliver M. Smith – zang, percussie
- Pete Woody Wood – elektrische gitaar

Met
- Steve Rothery – gitaar op Puppets
- Giorgio A Tsoukalis – stem 2051
- Guy Vickers – mondharmonica When I fell

## Muziek
Alle muziek van Mark, Conal Kelly en Oliver Smith; teksten van Vickers. 

| Nr. | Titel                             | Duur |
| --- | --------------------------------- | ---- |
| 1.  | Amelia (Shoreline)                | 1:06 |
| 2.  | Amelia (Whistling at the sea)     | 4:45 |
| 3.  | Amelia (13 bones)                 | 5:26 |
| 4.  | When I fell                       | 6:10 |
| 5.  | This time                         | 3:48 |
| 6.  | Puppets                           | 7:11 |
| 7.  | Twenty fifty one (Search)         | 3:19 |
| 8.  | Twenty fifty one (Arrival)        | 6:27 |
| 9.  | Twenty fifty one (Trail of tears) | 2:31 |
| 10. | Twenty fifty one (Brief history)  | 3:09 |

Amelia gaat over Amelia Earheart, This time over een afstandsrelatie, Twenty fifty one over ruimtereizen; de onderwerpen worden aangehaald en verduidelijkt in het tekstboek.